# Chilchlistock
Chilchlistock är en bergstopp i Schweiz.   Den ligger i distriktet Interlaken-Oberhasli och kantonen Bern, i den centrala delen av landet, 70 km öster om huvudstaden Bern. Toppen på Chilchlistock är 3 114 meter över havet, eller 118 meter över den omgivande terrängen. Bredden vid basen är 0,11 km.
Terrängen runt Chilchlistock är huvudsakligen bergig, men åt sydost är den kuperad. Närmaste större samhälle är Meiringen, 13,4 km nordväst om Chilchlistock. 
Trakten runt Chilchlistock består i huvudsak av gräsmarker. Runt Chilchlistock är det mycket glesbefolkat, med 2 invånare per kvadratkilometer.